# Fritz Rupprecht
Fritz Rupprecht (* 16. April 1897 in Fürth; † 27. August 1990 ebenda) war ein deutscher Politiker der SPD; er gehörte bis 1966 dem Bayerischen Landtag an.

## Leben
Rupprecht besuchte die Volksschule und die kaufmännische Fortbildungsschule in Fürth. Seine kaufmännische Lehre absolvierte er bei der Fürther Firma Forchheimer & Schloss, die auf Kurz-, Weiß- und Wollwaren spezialisiert war, dort arbeitete er bis Juni 1916 als kaufmännischer Angestellter. In der zweiten Hälfte des Ersten Weltkriegs war er als Frontsoldat, Fußartillerist, Fernsprecher und Funker tätig, nach dem Krieg war er Vertragsangestellter im Artilleriedepot Fürth. 1921 stieg er als kaufmännischer Angestellter bei den Beldam-Werken, einer Maschinenfabrik in Nürnberg ein, in der er zuletzt den Vertrieb leitete. 1930 wechselte er als Prokurist zur Berliner Adam Schneider AG. 1945 ging er nach Nürnberg zurück und war für eine kurze Zeit kaufmännischer Geschäftsführer bei der galvanischen Anstalt Ernst Bundle. Danach wurde er zum Flüchtlingskommissar für die Stadt und den Landkreis Fürth berufen. Dieses Amt bekleidete er bis 1949, daneben war er ab 1948  Abgeordneter im bizonalen Wirtschaftsrat in Frankfurt am Main. Nach dieser Zeit kehrte er in seinen ursprünglichen Beruf zurück und arbeitete als selbstständiger Vertreter für Nordbayern beim Bund-Verlag in Köln sowie als kaufmännischer Angestellter bei Quelle in Fürth. Von 1956 an saß Rupprecht im Fürther Stadtrat. Bei der Landtagswahl 1958 kandidierte er zunächst erfolglos für ein Mandat im Bayerischen Landtag, doch rückte er am 11. Dezember für den verstorbenen Heinrich Stöhr nach. Dem Landtag gehörte er bis 1966 an.
Im Fürther Stadtteil Burgfarrnbach trägt das AWO-Seniorenheim Fritz-Rupprecht-Haus seinen Namen.